# 博特托爾特縣 (維吉尼亞州)
博特托爾特县（英語：Botetourt County）是美国弗吉尼亚州西部的一個郡，面積1,405平方公里。根據2020年美國人口普查，共有人口33,596人。縣治芬卡斯爾（Fincastle）。該縣成立於1769年11月7日，縣名紀念殖民地時期總督第四代博特托爾特男爵諾伯恩·伯克利。